# Gnathophis smithi
Gnathophis smithi és una espècie de peix pertanyent a la família dels còngrids.

## Descripció
- Pot arribar a fer 41,1 cm de llargària màxima.
- Nombre de vèrtebres: 127-135.
- 220-258 radis tous a l'aleta dorsal.
- 148-177 radis tous a l'aleta anal.[5][6]

## Hàbitat
És un peix marí, demersal i de clima subtropical que viu entre 145 i 250 m de fondària.

## Distribució geogràfica
Es troba al Pacífic sud-oriental: Xile.

## Observacions
És inofensiu per als humans.